# Ɯ
Cette page contient des caractères spéciaux ou non latins. S’ils s’affichent mal (▯, ?, etc.), consultez la page d’aide Unicode.
Ne doit pas être confondu avec Ш.
Ɯ (minuscule ɯ), appelé M culbuté ou U dans l’U, est une lettre additionnelle utilisée dans l’écriture du dan de l’Est et de l’emberá chamí. Sa forme minuscule est identique à une ligature U-U ou à un m culbuté selon la police d’écriture. La forme de ‹ Ɯ, ɯ › basée sur la lettre cyrillique cha italique cursif ‹ ш › de l’alphabet mixte, dans lequel la majuscule ressemble à la minuscule agrandie ou à un cha majuscule ‹ Ш ›, était utilisée dans l'écriture du zhuang et du bouyei des années 1950 jusqu’au début des années 1980. Une forme du M culbuté ‹ ꟽ, ɯ › basée sur le M majuscule ‹ M › pour la majuscule et le M minuscule ‹ m › pour la minuscule était utilisée dans l’écriture du kanza, langues siouanes, par James Owen Dorsey.
Il ne faut pas la confondre avec la lettre M tourné épigraphique ‹ ꟽ › qui était utilisée en latin.

## Utilisation

### Vieux norrois
La ligature uu a été utilisée en vieux norrois dans le manuscrit AM 227 fol. (en) du Stjórn (en), notamment selon Reidar Astås (no) dans son édition de 2009 pour par exemple Ok er hon ſꜳ̋ ɯ̋t au fo 50va,.

### Alphabet maltais de Vassalli
Mikiel Anton Vassalli utilise le m culbuté dans son Alfabeto Maltese (Alphabet maltais) publié en 1788. Vassalli remplace la lettre et plusieurs autres lettres par la suite dans ses alphabets maltais ultérieurs.

### Alphabet phonotypique

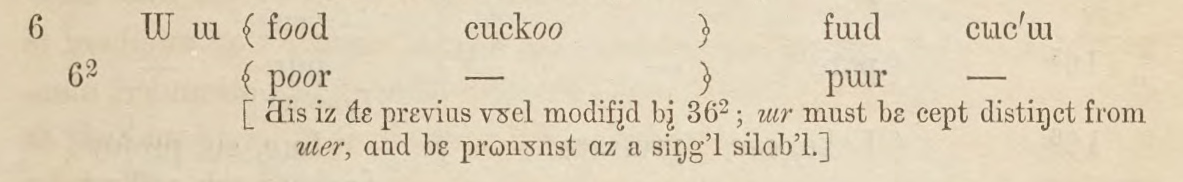
Description de la lettre ligature uu par Ellis en 1848, en anglais écrit avec l’alphabet phonotypique.

La ligature uu a été utilisée dans plusieurs versions de l’Alphabet phonotypique d’Isaac Pitman ou dans certains alphabet dérivés, notamment pour représenter une voyelle fermée postérieure arrondie [u] comme dans le mot ‹ fɯl › (fool) ou ‹ fɯd › (food).

### Alphabet dialectal suédois
La ligature uu ‹ ɯ › est utilisée dans l’Alphabet dialectal suédois de 1878 de Johan August Lundell pour représenter une voyelle fermée centrale arrondie [ʉ].

### Alphabet phonétique ouralien
La ligature uu ‹ ɯ › est utilisée dans l’Alphabet phonétique ouralien pour représenter une voyelle fermée centrale arrondie [ʉ].

### Alphabet phonétique international
Dans l’alphabet phonétique international, la graphie minuscule [ɯ] est un symbole représentant une voyelle haute postérieure non arrondie. Ce symbole a déjà cette valeur dans le tableau de l’API de 1905.

### Dan de l’Est
En dan de l’Est, écrit avec l’orthographe de 2014, ‹ ɯ › est utilisé pour représenter la voyelle haute postérieure non arrondie [ɯ].

### Emberá chamí
En emberá chamí, selon l’orthographe proposée en 2013, ‹ ɯ › est utilisé pour représenter la voyelle haute postérieure non arrondie [ɯ].

### Kanza
James Owen Dorsey utilise le m culbuté pour représenter un consonne entre le [m] et le [b].

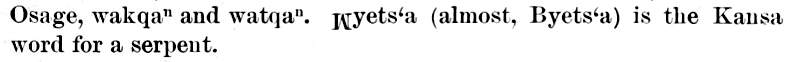
M culbuté majuscule dans « A study of Siouan cults » de James Owen Dorsey, 1894, p. 367.

### Iakoute
Le m culbuté a été utilisé par Semion Novgorodov pour son alphabet iakoute, basé sur l’alphabet phonétique international, utilisé de 1917 à 1927.

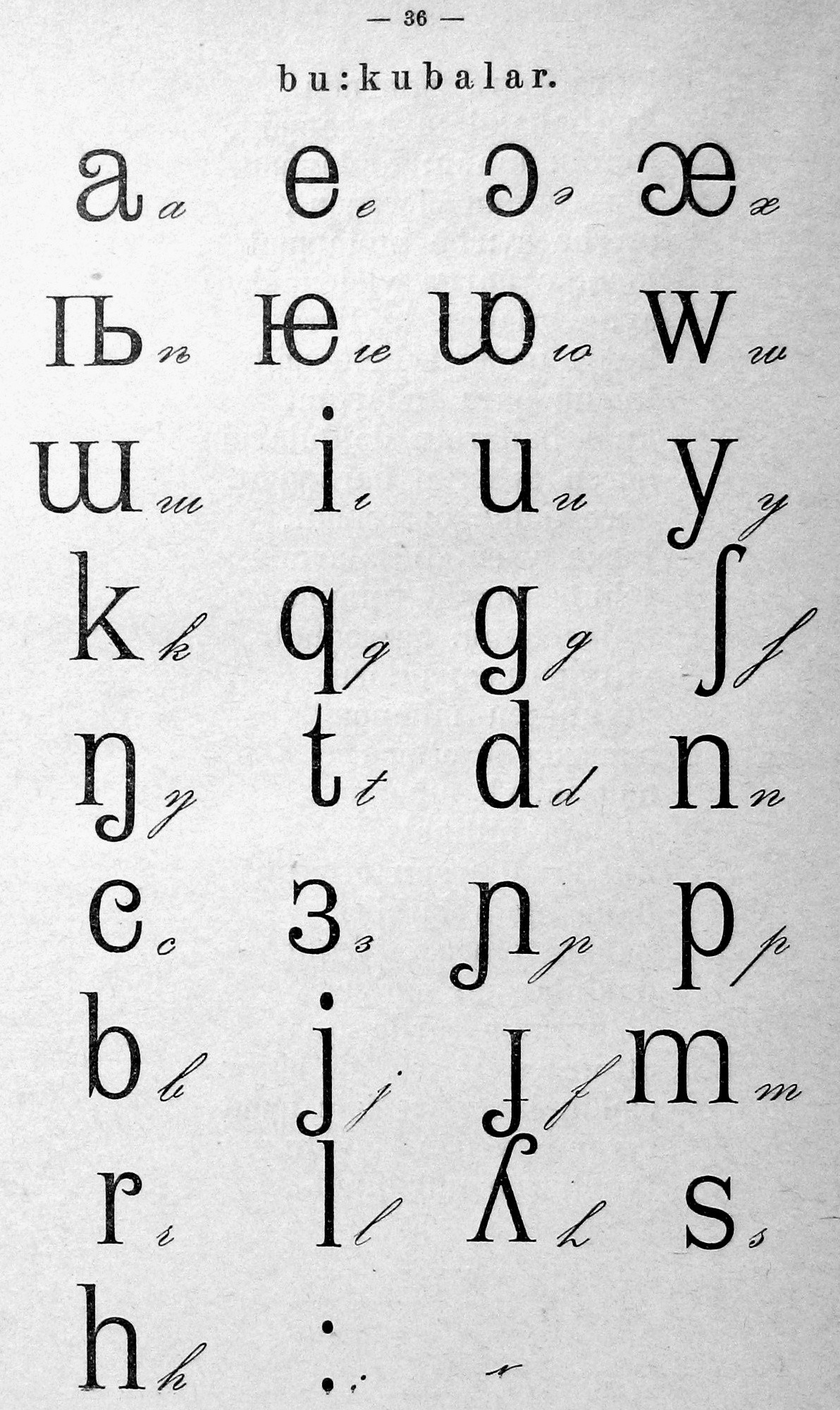
Alphabet iakoute en 1929.

### Bouyei et Zhuang

Lettres Ɯ majuscules et minuscules telles que dans certains documents zhuang et bouyei.

En bouyei et en zhuang, Ɯ  représentait la voyelle haute postérieure non arrondie [ɯ] et fut remplacée en 1982 par la lettre W en zhuang et par la lettre E en bouyei.

## Graphie
La graphie de cette lettre est une altération de la forme minuscule de la lettre M (m), retournée.

### Variantes et formes
| Majuscule | Minuscule | Description |
| --------- | --------- | --- |
|           |           | Formes avec la majuscule basée sur la minuscule.                                                                                              |
|           |           | Formes avec la majuscule similaire à la lettre cyrillique cha ‹ Ш ›, utilisées en bouyei et zhuang avant 1982.                                |
|           |           | Formes avec la majuscule basée sur un M majuscule tourné, similaire à une des formes de lettre latine M tourné épigraphique.                  |
|           |           | Formes avec la majuscule composée de deux U majusculee ligaturés, utilisés dans certaines versions de l’Alphabet phonotypique ou ses dérivés. |

|  | Forme dessinée comme une lettre à part entière dans une police similaire à Times New Roman, avec les empattements à gauche des débuts de tracés supérieurs, comme un ligature uu.                    |
|  | Forme dessinée comme un m culbuté dans une police similaire à Times New Roman, avec les empattements à gauche et à droite des fins de tracés inférieurs (supérieurs, après avoir culbuté le glyphe). |
|  | Forme italique dessinée avec un trait de début et trait de fin similaire qui, selon le style de la police de caractère, peut être à la fois un m culbuté ou une ligature uu.                         |

## Représentation informatique
Le M culbuté peut être représenté par les caractères Unicode (Latin étendu B, Alphabet phonétique international) suivants :
| formes    | représentations | chaînes de caractères | points de code | descriptions                      |
| --------- | --------------- | --------------------- | -------------- | --------------------------------- |
| majuscule | Ɯ               | Ɯ                     | U+019C         | lettre majuscule latine m culbuté |
| minuscule | ɯ               | ɯ                     | U+026F         | lettre minuscule latine m culbuté |

Le Medieval Unicode Font Initiative (en) (MUFI) fait la distinction entre le m culbuté et la ligature uu, et utilise les caractères à usage privé  U+E8C6,  U+E8C7 pour la ligature uu (uniquement dans les polices compatibles avec le codage MUFI).